# Ranunculus acetosellifolius
Ranunculus acetosellifolius es una planta acuática de la familia de las ranunculáceas.

## Descripción
Es una planta vivaz, que alcanza un tamaño de 3-15(23) cm, glabra, con cepa engrosada cubierta de una capa de fibras. Raíces gruesas, subcilíndricas, amarillentas. Tallo generalmente solitario pero ramificado en la base, aparentando ser múltiple; ramas divaricadas, ascendentes o decumbentes, unifloras. Hojas basales numerosas, hastadas, 3-lobadas, pecioladas, con nerviación palmeada; lámina (13)15-45 × (5)7-20 mm; segmento terminal ovado-oblongo, acuminado, mucho mayor que los laterales, entero o dentado en la base, con el margen a menudo ondulado; segmentos laterales orbiculares o flabelados, irregularmente dentados o lobados, raramente ausentes. Hojas caulinares semejantes, solo en la base del tallo; las superiores, a veces enteras, bracteiformes. Flores (10)13-24 mm de diámetro, blanco-rosadas. Sépalos patentes, membranosos, purpúreos. Pétalos (5)7-12(13) mm, con escama nectarífera ovada o linguliforme. Receptáculo oblongo, cónico, glabro. Aquenios 1,5-2(2,2) mm, obovoides, gibosos, con nerviación prominente; pico 0,1-0,3 mm, lateral, ganchudo.

## Distribución y hábitat
Se encuentra en cervunales y pastos húmedos (borreguiles); a una altitud de 2400-3300 metros en Sierra Nevada.

## Taxonomía
Ranunculus acetosellifolius fue descrita por Pierre Edmond Boissier y publicado en Elench. Pl. Nov. 5 1838.
Citología
Número de cromosomas de Ranunculus acetosellifolius (Fam. Ranunculaceae) y táxones infraespecíficos: n=8
Etimología
Ver: Ranunculus
acetosellifolius: epíteto

## Nombres comunes
- Castellano: ranillo de las nieves.[5]